# Junkers D.I
A Junkers D.I német gyártmányú együléses vadászrepülőgép volt az első világháború idején. A Junkers D.I volt a világ első, csak fémből készült vadászgépe és a törzs alatt elhelyezett szárnyú, egyfedeles konstrukciójával, dúralumínium borításával forradalmi újdonságnak számított.

## Története
Hugo Junkers építette a világ első, csak fémből készült repülőgépét, a J1 „pléhszamarat”. A világháború folyamán szintén az ő üzeméből került ki a Junkers J.I páncélozott csatarepülőgép, amely a katonai parancsnokság kérésére az akkor általánosan elfogadott kétfedelű formában készült. Junkers 1917-ben kísérletezni kezdett egy új, egyszárnyú változattal. Szakított a divatos megoldásokkal, az egyetlen szárnyat a törzs alá helyezte el; a törzs fémvázas volt, amit a légáramlásnak megfelelő irányban hullámosított dúralumínium lemezekkel fedett. A gyári kód szerint J7-nek nevezett prototípus 1917 szeptemberében repült először. 
Az első változat sok gyerekbetegséggel küzdött, szárnyai berezonáltak, a szárnyak végeire helyezett kiszélesített csűrőlapátok nem funkcionáltak megfelelően, és a 160 lóerős motor is gyenge volt a súlyos fémszerkezet gyorsításához. A kétfedelű gépekhez szokott pilóták is panaszkodtak, hogy a lenti látóterüket kitakarja a szárny. Bruno Loerzer és Hermann Göring emiatt csak léghajók és ballonok elleni támadásra javasolta. 
Az 1918 áprilisában kipróbált módosított J9 verziót már elfogadta a parancsnokság, a saját kódja szerint Junkers D.I-nek nevezte, és 1918 nyarán 40 darabot rendelt belőle. A D.I nem manőverezett olyan jól, mint versenytársai, de igen gyors és jól emelkedő repülőgép volt. A háború végéig a Junkers 15-öt készített el, 1919 februárjáig pedig újabb 12-t, amikor a gyártást a szövetségesek leállították. A Fokkerrel közös üzem, a Fokker-Junkers  újabb 13 D.I-et gyártott. A frontra csak 6-7 gép került, amiket a belga tengerpart mentén állomásozó repülőszázadokhoz osztottak be. 
Harci teljesítményükről nem érkezett jelentés. A nyugati békekötés után a baltikumi kaotikus helyzetben vetették be őket, ahol az esős időjárásban használhatóbbnak bizonyultak, mint a könnyen átázó és megvetemedő fa-vászon konstrukciók.  

## Rendszeresítő országok

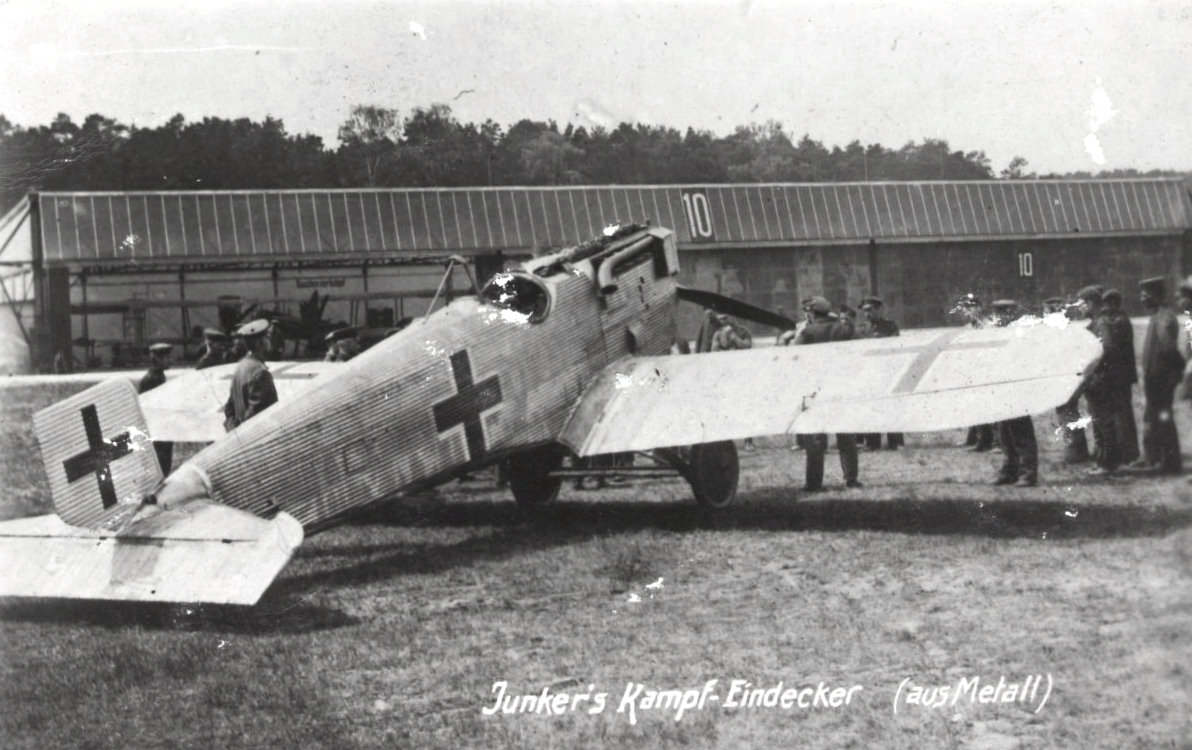

- Német Birodalom

## Műszaki adatok (D.I)

### Geometriai méretek és tömegadatok
- Hossz: 7,25 m
- Fesztávolság: 9 m
- Magasság: 2,60 m
- Üres tömeg: 654 kg
- Teljes tömeg: 834 kg

### Hajtóművek
- Hajtóművek száma: 1 darab
- Típusa: BMW IIIa hathengeres vízhűtéses soros motor
- Teljesítmény: 138 kW (185 LE)

### Repülési adatok
- Legnagyobb sebesség: 176 km/h
- Szolgálati csúcsmagasság: 6000 m
- Repülési időtartam: 1 óra 30 perc
- Emelkedőképesség: 3,5 m/s

### Fegyverzet
- Géppuskák: két darab 7,92 mm-es Maschinengewehr 08 géppuska